# Antonio Goicoechea
Antonio Goicoechea Cosculluela ( Barcelone, 21 janvier 1876 - Madrid, 11 février 1953) est un avocat et homme politique espagnol, député, sénateur et ministre durant le règne d'Alphonse XIII, lié à la faction mauriste du Parti conservateur et chef du parti de la droite monarchiste alphonsine Renovación Española durant la Seconde République.

## Biographie

### Carrière politique
Il naît le 21 janvier 1876 à Barcelone. Membre du Parti libéral conservateur — le « Parti conservateur » du système bipartiste de la Restauration —, il est nommé en 1899 letrado au Conseil d'État . Il devient député aux Cortes  pour la première fois en 1909, pour le district de Becerreá en remplacement de Joaquín Caro y Arroyo. Il commence à acquérir une certaine notoriété en politique par son implication dans l'organisation des Jeunesses mauristes, qu'il dirige malgré ses presque quarante ans.

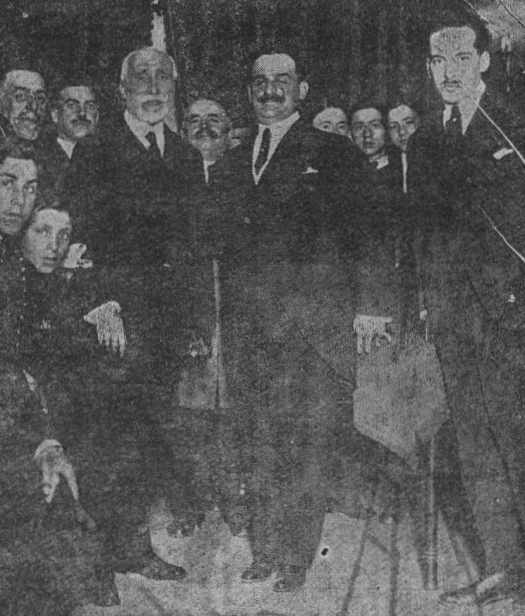
Antonio Maura et Antonio Goicoechea lors d'une réunion mauriste (Goñi, avril 1917).

En 1918, il est élu pour Madrid. En 1919, il sera élu à la fois pour Monforte et pour le district El Puente del Arzobispo ; après un tirage au sort, il choisira de conserver le siège de Monforte[Lequel ?]. Conseiller de la municipalité de Madrid et sous-secrétaire de Grâce et de Justice,  , entre le 15 avril et le 20 juillet 1919, il occupe le portefeuille de l'Intérieur   dans un cabinet d'Antonio Maura, mais démissionne peu après en raison de l'opposition des libéraux et des partisans d' Eduardo Dato.
Il est sénateur de la province de Murcie entre 1921 et 1922. Après l'établissement de la dictature de Primo de Rivera, Goicoechea commence à collaborer avec le nouveau régime et rejoint en 1927 l'Union Patriotique ; il devient plus tard membre de l'Assemblée nationale consultative. Après la débâcle de l'armée espagnole à la bataille d'Anoual, il se positionne en faveur du maintien de la campagne militaire au Maroc, en argumentant une prétendue rentabilité économique.

### Deuxième République
Lors de la proclamation de la Deuxième République, il adhère à Action Nationale — qui deviendra Action populaire (es) en 1931 — dont il se sépare en janvier 1933 pour créer Renovación Española, dont il est président et dans les rangs de laquelle il est élu député au Cortes aux élections générales de 1933. Goicoechea est l'un des principaux partisans du retour de la monarchie alphonsine . Également un ami proche de José Antonio Primo de Rivera, fils du dictateur, Goicoechea cherche à établir une coopération maximale avec la Phalange espagnole. Cependant, l'entrée dans le parti de José Calvo Sotelo, figure plus charismatique que Goicoechea et revenu de son exil volontaire en France avec l'intention de donner une coloration plus totalitaire à la droite radicale alphonsine,, éclipse la figure de Goicoechea, qui n'est pas réélu député aux élections générales de 1936. Au cours de ces années, Goicoechea devient le principal contact de Mussolini en Espagne. Dès le 31 mars 1934, il avait signé un pacte secret avec l'Italie fasciste,,. pour obtenir une aide en matériel de guerre (fusils, grenade à main et mitrailleuses) et une aide financière visant à renverser le régime républicain ; il sera lui-même chargé par son parti de gérer ces ressources, dont un million et demi de pesetas en espèces comme dotation initiale ,. Après l'assassinat de Calvo Sotelo le 13 juillet 1936, Goicoechea redevient le principal leader de la Renovación Española.

### Guerre civile et franquisme
Il participe activement à la préparation du soulèvement militaire de juillet 1936 qui débouche sur la guerre civile. Parfaitement informé des projets de coup d'État, le soir du 17 juillet, Goicoechea quitte Madrid pour s'installer à Burgos. Le 25 juillet 1936, il se rend à Rome avec le politicien et intellectuel monarchiste Pedro Sainz Rodríguez pour rencontrer Galeazzo Ciano, ministre des Affaires étrangères de Benito Mussolini, dans le but d'obtenir le soutien de l'Italie aux rebelles. Ses négociations auprès de Ciano débouchent sur l'envoi d'une aide militaire italienne aux rebelles, sous forme de troupes volontaires, d'armes, de munitions et d'avions. Lorsque Franco approuve le décret d'unification en avril 1937, marquant l'unification de toutes les forces politiques du camp nationaliste dans un parti unique Falange Española Tradictionaliste y de las JONS, Goicoechea dissout officiellement la Renovación Española, ce qui marque la fin de son activité politique.
Il figure dans la liste des juristes qui, nommés par le ministre de l'Intérieur franquiste Ramón Serrano Suñer, rédige un rapport visant à établir l'illégitimité du gouvernement républicain et justifier l'insurrection militaire — Dictamen de la Comisión sobre ilegitimidad de poderes actuantes el 18 de julio de 1936 (es) —, publié le 21 décembre 1936 .
Entre avril 1938 et août 1950 il est gouverneur de la Banque d'Espagne; Il fut également président du Banque extérieure d'Espagne, de la Banque hypothécaire d'Espagne et de la Banque de crédit industriel, directeur de l'Académie royale des sciences morales et politiques et doyen du Barreau de Madrid. Pendant la dictature de Franco, il est également procurador (es) aux Cortes franquistes. En 1943, avec d'autres procuradores, il signe une lettre adressée à Francisco Franco dans laquelle il demande la restauration de la monarchie, « continuatrice de notre tradition historique ».
Il meurt le 11 février 1953 à son domicile de Madrid,.

## Décorations
- Collier de l'Ordre d'Isabel la Catholique (1946) [28]
- Grand-Croix de l'Ordre de Charles III (1952) [29]